# Knud Mathiassen
Knud Mathiassen (* 24. Dezember 1987) ist ein grönländischer Politiker.

## Leben
Knud Mathiassen aus Tasiilaq kandidierte erstmals bei der Kommunalwahl 2017 und wurde für die Inuit Ataqatigiit in den Rat der Kommuneqarfik Sermersooq gewählt. Bei der Parlamentswahl 2018 erreichte er den fünften Nachrückerplatz seiner Partei und zog knapp nicht ins Inatsisartut ein. Bei der Wahl 2021 erreichte er erneut den fünften Nachrückerplatz und saß von dort aus während der gesamten Legislaturperiode im Parlament. Bei der Kommunalwahl am selben Tag erreichte er nur den dritten Nachrückerplatz seiner Partei. Im April 2023 wurde seine parlamentarische Immunität aufgehoben und er wurde aus seiner Partei ausgeschlossen. Anschließend musste er sich vor dem Kreisgericht in Nuuk verantworten, da er seine siebenjährige Tochter geschlagen haben soll. Das Kreisgericht sprach ihn im Oktober 2023 von den Vorwürfen frei. Die Staatsanwaltschaft ging in Berufung, allerdings sprach ihn auch Grønlands Landsret im Januar 2024 frei. Noch im selben Monat wurde er – zuvor parteilos – von der Naleraq aufgenommen, die somit ein Mandat für die Opposition gewann. Im Februar 2025 wurde er kurz vor der Parlamentswahl aus der Partei exkludiert, nachdem er öffentlich zur Vertreibung der dänischen Bevölkerung in Grönland aufgerufen hatte. Bei der Wahl trat er daraufhin mangels Partei nicht mehr an.